# Иаков Жидовин
Иа́ков Жидови́н (ср.-греч. Διδασκαλία Ἰακώβου — «Учение Иакова») — антииудейское христианское сочинение на греческом языке, написанное в Палестине, но рассказывающее о событиях, произошедших в Карфагене.

## Содержание
Повествование ведётся от имени новокрещённого Иосифа Иудея.
В начале сочинения Иосиф Иудей излагает случившееся в его время знамение для душевной пользы христиан. Главный герой сочинения — Иаков Жидовин, с ним и произошло чудо. Византийский император Ираклий издал указ, согласно которому, все иудеи были обязаны креститься. Указ приходит в Карфаген, где местный эпарх Георгий приступает к его выполнению. Африканские иудеи отказываются выполнять указ, плачут, не хотят креститься и становиться христианами. Эпарх Георгий объявляет иудеям о том, что иудеи являются рабами императора и заставляет евреев принять крещение под страхом наказания. В это время в Карфаген приезжает с товаром богатый купец из Константинополя Иаков Жидовин. Скрывая своё иудейство, Иаков Жидовин объявляет о том, что он христианин и начинает вести торговлю. Случай помогает узнать о том, что Иаков является иудеем. Однажды, нога Иакова попадает в яму и получает травму. Его с повреждённой ногой относят в баню, раздевают для того, чтобы подлечить и обнаруживают, что Иаков — обрезанный. Иакова заставляют креститься, но он отказывается; тогда его сажают в тюрьму и держат там 100 дней, после чего его вновь принуждают креститься, Иаков крестится. Плача и сожалея о своём поступке — о принятии крещения, Иаков Жидовин молится Богу и просит Творца явиться ему и объяснить хорошо ли он поступил, когда принял крещение. Во сне Иакову является ангел и объясняет ему, что всё случившееся с ним прекрасно, не надо скорбеть и плакать, а надо радоваться тому, что теперь Иаков стал христианином.
Основная часть сочинения состоит из богословских вопросов бывших иудеев, принявших крещение, и пространных и обстоятельных ответов, которые даёт Иаков Жидовин. Иаков Жидовин цитирует Священное Писание (Ветхий Завет) и объясняет пророчества, изложенные в Писании в духе христианского вероучения; проповедуя о том, что сказанное в пророчествах сказано о мессии Иисусе Христе.

## Переводы и издания
Греческое сочинение «Διδασκαλία Ἰακώβου» было переведено на многие языки: латинский, сирийский, арабский, геэз, церковнославянский. Оно имело хождение во многих христианских странах в рукописном виде. В 3 томе Patrologia Orientalis это сочинение было издано на геэз под названием «Sargis d’Aberga» в 1909 году, в 8 томе Patrologia Orientalis это сочинение было издано на среднегреческом языке под названием «La didascalie de Jacob» в 1912 году.
Церковнославянский текст сочинения «Διδασκαλία Ἰακώβου» был включён в XVI век под 19 числом в декабрьский том рукописного сборника «Великих четьи-минеи» под названием: «Въ той день. Вера и противление крестившихся Июдей во Африкии и Карфагене, и о вопрошении и о ответехъ, о укреплении Иакова жидовина». В 1907 году этот текст был издан в составе «Великих четьи-минеи» в Москве в Синодальной типографии. Под этим же числом в этом сборнике помещено другое антииудейское христианское сочинение «Прение Григория Омиритского с Ерваном», включённое в «Житие преподобного отца нашего Григориа, епископа бывша иже въ Амирите града Тафарона, и повесть о содеанныхъ чюдесехъ отъ него, списана епископомъ града Неграньскаго, истинна и известна».